# Cayne
I Cayne sono un gruppo gothic metal italiano, formatosi a Milano nel 1999.

## Storia del gruppo
Il gruppo nasce a Milano nel 1999 per mano di Claudio Leo (chitarra) e Raffaele Zagaria (chitarra), all'indomani della loro dipartita dai Lacuna Coil.
Successivamente alla band si unirono Mario Piazza (voce), Daniele Rossetti (basso) e Filippo "Oinos" Ferrari (batteria). Una loro demo registrata in studio fu inviata a molte etichette discografiche, la proposta più convincente fu quella della Scarlet Record, con la quale nel 2001 firmarono il primo contratto discografico e pubblicarono il primo album intitolato "Old Faded Pictures", che viene preceduto da un singolo promozionale contenente la title track più una cover di Smalltown Boy dei Bronski Beat.
La rinnovata formazione dei Cayne torna nel 2007 dall'incontro di Claudio Leo con il produttore e chitarrista Marco Barusso, successivamente affiancati da Guido Carli (batteria), Antonello Pudva (basso), Giovanni Lanfranchi (violino elettrico e tastiere), e Giordano Adornato (voce).
Nel 2009 Antonello Pudva lascia la band venendo sostituito da Andrea Bacchio.
La band si esibisce il 15 marzo 2010 al Live Club di Trezzo in apertura ai Saxon.
Nel 2011 i Cayne pubblicano l'EP intitolato Addicted, con il quale partiranno come band di supporto dei Lacuna Coil per il tour italiano del loro "Darkness Rising Tour" .
In seguito alla scomparsa di Claudio Leo nel gennaio 2013 la band decide di continuare rispettando il volere dello stesso Claudio.
Il 14 febbraio 2013 i Cayne pubblicano l'album omonimo per l'etichetta olandese Graviton Music Services, formata da ex membri della Roadrunner Records, l'album vede la partecipazione di Paul Quinn dei Saxon al brano Black Liberation, Jeff Waters degli Annihilator sul brano King of Nothing, ed un duetto con Andrea Ferro dei Lacuna Coil nel brano Through the Ashes.
Nel marzo 2013 la band parte per un tour europeo di 11 date di supporto alla band statunitense Viza.
La formazione, dopo un breve ritorno di Antonello Pudva alla chitarra e Gabriele Pisu (per il tour europeo), ritrova stabilità con l'ingresso di Diego Minach, proveniente dalla band milanese Rhope.
Il 28 maggio 2014 la band pubblica il video del brano Little Witch. Nel mese di luglio è stato pubblicato Little Witch EP, contenente due versioni del brano Little Witch, una versione acustica del brano Together as One e l'inedito Adore.
Nel mese di gennaio 2015 il produttore e chitarrista Marco Barusso ed il batterista Guido Carli abbandonano la band a causa di "divergenze artistiche e musicali" come dichiarato sul sito della band.

## Formazione

### Formazione attuale
- Giordano Adornato - voce (dal 2007)
- Diego Minach - chitarra (dal 2013)
- Andrea Bacchio - basso (dal 2009)
- Giovanni Lanfranchi - violino e tastiere (dal 2009)
- Giovanni Tani - batteria (dal 2015)

### Ex componenti
- Claudio Leo (dal 1999 al 2013) - chitarra
- Marco Barusso (dal 2006 al 2014) - chitarra
- Guido Carli (dal 2006 al 2014) - batteria
- Mario Piazza (dal 1999 al 2006) - voce
- Raffaele Zagaria (dal 1999 al 2002) - chitarra
- Antonello Pudva (dal 2006 al 2009) - basso
- Daniele Rossetti (dal 1999 al 2006) - basso
- Filippo "Oinos" Ferrari (dal 1999 al 2002) - batteria
- Luca Capasso (dal 2002 al 2006) - batteria

## Discografia

### Album in studio
- 2002 − Old Faded Pictures
- 2013 − Cayne
- 2018 − Beyond The Scars

### EP
- 2011 − Addicted
- 2014 − Little Witch